# Game Insight
Game Insight — разработчик и издатель игр для мобильных телефонов и социальных сетей со штаб-квартирой в Вильнюсе. Компания основана в 2010 году Алисой Чумаченко (Мацанюк), которая ранее занимала должность вице-президента по маркетингу и рекламе в Astrum Online Entertainment, и имеет более чем 800 сотрудников по всему миру.
Game Insight известна по многочисленным и популярным free-to-play играм для мобильных платформ, таким как «Райский остров» (Paradise Island), «Моя страна» (My Country) и «Туземцы» (Tribez), а также по созданию первой игры жанра «Я ищу» на Facebook — «Загадочный Дом» (Mystery Manor). Портфолио Game Insight включает в себя более 45 игр, локализованных на 24 языках и работающих в 218 странах мира.

## История
Game Insight была основана в 2009 году в Москве. В том же году компания запустила свою первую игру Resort World, для социальных сетей ВКонтакте и Facebook; позднее она была перенесена на мобильные платформы. Остров (Paradise Island) для Android был в топе игр на Google Play более чем 26 недель подряд.
В 2012 году Game Insight открыла офис в Сан-Франциско (США).
В конце 2012 — начале 2013 гг. новые офисы компании появились в Санкт-Петербурге и Новосибирске. Дополнительный офис в Санкт-Петербурге был открыт в конце 2012 года с целью усиления присутствия компании в северо-западном регионе.
В апреле 2014 года Game Insight закрыла американский офис в Сан-Франциско, где работали восемь человек, а 29 мая перенесла штаб-квартиру в Вильнюс (Литва), чтобы «укрепить позиции как глобальной компании, а также усилить присутствие в Европе как на одном из ключевых рынков».
Алиса Чумаченко (основатель компании) о необходимости открытия новых офисов:

Успешные игры рождаются в независимых студиях, у которых есть свой драйв, своя энергетика. Мы всегда уделяли этому внимание и понимали важность сохранения уникальных особенностей каждой команды. Ведь только так можно получить высококачественную игру, которая будет не только исполнена на необходимом техническом уровне, но и создана с душой. Несмотря на это, мы чувствуем необходимость в дополнительных ресурсах, которые помогут нам с текущими проектами и будут служить дополнительной гарантией при разработке высокоуровневых проектов.

### Банкротство российского отделения
14 июня было объявлено о закрытии юридического лица в России без предупреждения и заявления топ менеджеров. В тот же день доступ сотрудников данных офисов к ресурсам компании был заблокирован. 27 июня юридическое лицо компании было ликвидировано.
Банкротство компании в дальнейшем было признано преднамеренным по решению суда, сотрудники компании остались без положенных выплат, а вся разработка была перенесена на юр. лицо в Узбекистане.

## Руководство компании
- Основатель — Алиса Чумаченко.
- Председатель совета директоров — Игорь Мацанюк.
- Исполнительный директор (CEO) — Анатолий Ропотов.

## Игры и платформы
Портфолио Game Insight включает в себя игры для мобильных устройств на Android, IOS и Windows, а также различных социальных сетей. Все игры Game Insight используют бизнес-модель Freemium, так что игроки могут скачать и начать играть в них бесплатно, а позже приобретать в игре валюту и предметы, если они того пожелают.
| Название              | Платформы | Жанр                  | Дата выпуска |
| --------------------- | --- | --------------------- | ------------ |
| Paradise Island 2     | iPhone, iPad, Google Play, Windows                                                                                              | City Builder          | декабрь 2014 |
| Paradise Island       | iPad, Android, Gfan.com, Mac App Store, Amazon, TStore, SamsungApps, Olleh AppStore, LG Smart                                   | City Builder          | декабрь 2010 |
| Моя Страна            | Amazon, iPad, Android, iPhone, GetJar, TStore, GGG, Gfan.com, Baoruan, borpor, EoE Market, Olleh AppStore, LG U+, Windows Phone | City Builder          | август 2011  |
| Загадочный Дом        | iPad, Android, Amazon, iPhone                                                                                                   | Hidden Object         | декабрь 2011 |
| Волшебное Королевство | Android, iPad, iPhone | City Builder          | декабрь 2011 |
| Большой Бизнес        | Android, iPad | SIM/Tycoon            | январь 2012  |
| Аэропорт-Сити         | Android, iPad, iPhone, Amazon, Windows 8, Windows Phone                                                                         | City Builder          | февраль 2012 |
| Туземцы               | iPad, iPhone, Android, TStore, Amazon, Xiaomi                                                                                   | Adventure             | апрель 2012  |
| Империя Героев        | Android, Amazon, TStore, iPad, iPhone                                                                                           | RPG/Strategy          | апрель 2012  |
| Зеркала Альбиона      | iPad, iPhone, Android, Amazon, Samsung Apps, Windows 8, Windows Phone, Windows 10, Windows 10 Mobile                            | Hidden Object         | октябрь 2012 |
| Тайная Земля          | iPad | Hidden Object         | февраль 2013 |
| Драконы вечности      | iOS, Android, Web, Amazon | MMORPG                | март 2013    |
| Боевые Башни          | Android | Tower Defence         | апрель 2013  |
| 2020: Моя Страна      | Android, iOS, Amazon, Windows Phone                                                                                             | City Builder          | апрель 2013  |
| Звездные Странники    | Android, iPad | Sci-Fi RPG            | июль 2013    |
| Большой Бизнес Deluxe | Android, iOS, Amazon, Windows 8, Windows Phone, Windows 10, Windows 10 Mobile                                                   | SIM/Tycoon            | август 2013  |
| Отель «Загадка»       | iPad | Hidden Object         | август 2013  |
| Sunshine Bay          | iOS, Android, Windows 8, Windows Phone                                                                                          | City Builder          | август 2013  |
| Tank Domination       | iOS | MMO-action            | ноябрь 2013  |
| Туземцы и Замки       | iOS, Android, Amazon, Facebook, VKontakte, Odnoklassniki, MM, WinStore                                                          | Adventure             | февраль 2014 |
| Cloud Raiders         | Android, iOS, WindowsPhone, Amazon                                                                                              | Action/Strategy       | февраль 2014 |
| Бегущая Тень          | Android | Runner/RPG            | март 2014    |
| Транспортная империя  | iOS, Android | Strategy              | апрель 2014  |
| Мистериум             | iPad | Hidden Object         | апрель 2014  |
| X-Mercs               | iPad | Turn-based Strategy   | июль 2015    |
| Build a Kingdom       | iPad, iPhone, Google Play, Facebook                                                                                             | City Builder          | август 2015  |
| Guns of Boom          | iOS, Android, Kindle | Шутер от первого лица | Май 2017     |

| Название               | Платформы                                                                                                  | Жанр            | Дата выпуска |
| ---------------------- | --- | --------------- | ------------ |
| Остров                 | Facebook, IMVU.com, VK, Gamesgames.com, Jetztspielen.de, Juegos.com, Gry.pl, Games.co.uk, GirlsgoGames.com | City Builder    | май 2010     |
| Загадочный Дом         | Facebook, VK, Yahoo! Mobage, PengYou.com                                                                   | Hidden Object   | октябрь 2010 |
| Большой Бизнес         | Facebook, VK                                                                                               | City Builder    | октябрь 2010 |
| Моя Страна             | Facebook, draugiem.lv, Bebo.com, VK, Mac App Store, Windows8                                               | City Builder    | декабрь 2010 |
| Аэропорт-Сити          | Facebook, VK, Yahoo! Mobage, QQ.com                                                                        | City Builde     | май 2011     |
| Зеркала Альбиона       | Facebook, Odnoklassniki.ru                                                                                 | Hidden Object   | октябрь 2012 |
| Драконы вечности       | Facebook, VK                                                                                               | MMORPG          | март 2013    |
| Наследие Трансильвании | VK | Hidden Object   | апрель 2013  |
| Империя Героев         | Facebook                                                                                                   | RPG/Strategy    | май 2013     |
| Sunshine Bay           | Facebook, VK, Odnoklassniki.ru                                                                             | City Builder    | август 2013  |
| Отель «Загадка»        | Facebook, VK                                                                                               | Hidden Object   | август 2013  |
| Туземцы и Замки        | Facebook                                                                                                   | Adventure       | февраль 2014 |
| Cloud Raiders          | Facebook                                                                                                   | Action/Strategy | март 2014    |
| Smiley Boom            | Facebook, VK                                                                                               | Match3          | март 2014    |
| 2020: Моя Страна       | Facebook                                                                                                   | City Builder    | апрель 2014  |